# Maria Forsblom
Maria Linnea Kristina Forsblom, född 8 september 1986 i Skarpnäck (Stockholms stad), är en svensk programledare i TV4.
Forsblom är (2021) programledare på Nyhetsmorgon i TV4, tidigare har hon varit allmän reporter i samma program. Hon har varit med i redaktionen på Nyhetsmorgon sedan 2013. År 2024 är hon programledare för TV-programmet Drömkåkar utomlands.